# Нуну Капушу
Нуну Фернанду Гонсалвіш да Роша (порт. Nuno Fernando Gonçalves da Rocha), відомий за прізвиськом Капушу (порт. Capucho, нар. 21 лютого 1972, Барселуш) — португальський футболіст, що грав на позиції півзахисника. По завершенні ігрової кар'єри — тренер.
Виступав, зокрема, за клуб «Порту», а також національну збірну Португалії.
Триразовий чемпіон Португалії. Триразовий володар Суперкубка Португалії. Володар Кубка УЄФА.

## Клубна кар'єра
У дорослому футболі дебютував 1990 року виступами за команду клубу «Жіл Вісенте», в якій провів два сезони, взявши участь у 50 матчах чемпіонату.
Згодом з 1992 по 1997 рік грав у складі команд клубів «Спортінг» та «Віторія» (Гімарайнш).
Своєю грою за останню команду привернув увагу представників тренерського штабу клубу «Порту», до складу якого приєднався 1997 року. Відіграв за клуб з Порту наступні шість сезонів своєї ігрової кар'єри. Більшість часу, проведеного у складі «Порту», був основним гравцем команди. За цей час тричі виборював титул чемпіона Португалії, ставав володарем Кубка УЄФА.
Протягом 2003—2004 років захищав кольори команди клубу «Рейнджерс».
Завершив професійну ігрову кар'єру у клубі «Сельта Віго», за команду якого виступав протягом 2004—2005 років.

## Виступи за збірні
1991 року залучався до складу молодіжної збірної Португалії.
1996 року дебютував в офіційних матчах у складі національної збірної Португалії. Протягом кар'єри у національній команді, яка тривала 7 років, провів у формі головної команди країни 34 матчі, забивши 2 голи.
У складі збірної був учасником чемпіонату Європи 2000 року у Бельгії та Нідерландах, на якому команда здобула бронзові нагороди, чемпіонату світу 2002 року в Японії і Південній Кореї.

## Кар'єра тренера
Розпочав тренерську кар'єру, повернувшись до футболу після невеликої перерви, 2010 року, увійшовши до тренерського штабу клубу «Порту».
В подальшому очолював команду клубу «Варзім», а також входив до тренерського штабу другої команди «Порту».
Наразі останнім місцем тренерської роботи був клуб «Ріу-Аве», головним тренером команди якого Нуну Капушу був 2016 року.

## Титули і досягнення
- Чемпіон Португалії (3):

«Порту»: 1997–1998, 1998–1999, 2002–2003
- Володар Кубка Португалії (5):

«Спортінг»: 1994–95
«Порту»: 1997–98, 1999–00, 2000–01, 2002–03
- Володар Суперкубка Португалії (3):

«Порту»: 1998, 1999, 2001
- Володар Кубка УЄФА (1):

«Порту»: 2002–2003
- Чемпіон світу (U-20): 1991